# Alvarenga (djur)
Alvarenga är ett släkte av tvåvingar. Alvarenga ingår i familjen rovflugor.
Kladogram enligt Catalogue of Life:
| Alvarenga | \| \| Alvarenga icarius \| \| \| \| \| \| Alvarenga matilei \| \| \| \| |
|           | \| \| Alvarenga icarius \| \| \| \| \| \| Alvarenga matilei \| \| \| \| |
|           | Alvarenga icarius                                                       |
|           |                                                                         |
|           | Alvarenga matilei                                                       |
|           |                                                                         |